# What's Going On
What's Going On為摩城靈魂歌手馬文·蓋伊於1971年5月21日所發行的其個人第11張專輯，其內容多與當時的社會時事有關，內容提及越戰、毒品、以及貧困等等。這張專輯也是第一張由馬文·蓋伊本人擔任製作人的專輯。